# قرار مجلس الأمن التابع للأمم المتحدة رقم 840
قرار مجلس الأمن التابع للأمم المتحدة رقم 840، المتخذ بالإجماع في 15 حزيران / يونيو 1993، بعد الإشارة إلى القرارات 668 (1990)، 745 (1992)، 810 (1993)، 826 (1993)، 835 (1993) والقرارات الأخرى ذات الصلة، أيد المجلس نتائج الانتخابات العامة 1993 في كمبوديا.
تم الإشادة بالملك السابق نورودوم سيهانوك لقيادته للمجلس الوطني الأعلى وسلطة الأمم المتحدة الانتقالية في كمبوديا وياسوشي أكاشي، الممثل الخاص للأمين العام، على جهودهما خلال العملية الانتخابية، والتي تم إعلانها حرة وعادلة.
ودعا المجلس جميع الأطراف السياسية إلى الاحترام الكامل لنتائج الانتخابات والتعاون خلال العملية الانتقالية من أجل الحفاظ على الاستقرار وتعزيز المصالحة الوطنية. تم تقديم الدعم للجمعية التأسيسية المنتخبة حديثًا والتي بدأت عملها في وضع دستور جديد، والذي سيحول الجمعية التأسيسية نفسها إلى جمعية تشريعية.
طُلب من الأمين العام، بطرس بطرس غالي، تقديم تقرير بحلول منتصف يوليو / تموز 1993 عن توصياته بشأن الدور المحتمل الذي يمكن أن تلعبه الأمم المتحدة ووكالاتها بعد انتهاء ولاية السلطة الانتقالية وفقًا لاتفاقيات باريس.

## روابط خارجية
- نص القرار في undocs.org